# 랜디 오턴
랜달 키스 오턴(Randal Keith Orton, 1980년 4월 1일 ~ )은 미국의 남자 프로레슬러, 배우로 현재 WWE의 스맥다운 소속이다. 통산 14회 챔피언 기록을 가졌으며 3대가 모두 레슬링을 한 가문 출신이다. 별명으로는 'The Legend Killer', 'The Apex Predator', 'The Viper'가 있다.
2000년에 프로레슬링에 입문했고 피니쉬는(점핑 커터), 런닝 펀트 킥, 오 존(오버드라이브), 풀 넬슨 슬램, 다이빙 크로스바디, 스프링보드 오버헤드 찹, 슬링샷 백 엘보우 스매쉬, 휠배로우 수플렉스를 사용한다. 그리고 피니쉬로는 RKO를 사용한다.
아버지 밥 오튼 주니어와 할아버지 밥 오튼 시니어 모두 프로레슬링 선수 출신으로 현재 3대가 프로레슬링계를 이어가고 있다.

## Professional wrestling highlights
- Finishing moves
  - Diving crossbody - 2002-2003
  - Full nelson slam - 2001-2002
  - Running punt kick to the head of an opponent getting up - 2003-present; used rarely after
  - RKO (Jumping cutter) - 2003-present
  - Springboard overhead chop - 2003-present
  - Slingshot back elbow smash - 2001-2002
  - Wheelbarrow suplex - 2001-2002
- Signature moves
  - Body slam
  - Chinlock followed bodyscissors
  - Dropkick
  - European uppercut
  - Inverted backbreaker
  - Jumping knee drop
  - Lifting gutwrench neckbreaker
  - Lou thesz press followed by punches
  - Multiple forearm smash
  - Multiple suplex variations
    - Belly-to-belly
    - Exploder
    - German
    - Verticel

  - Olympic slam
  - Orton Stomp (Garvin stomp to the limbs of a downed opponent)
  - Rope hung DDT
  - Running lariat
  - Snap powerslam

- Manager
  - Bob Orton Jr.
  - Lita
  - Ric Flair
  - Stacy Keibler

- Nicknames
  - "The Apex Predator"
  - "The Face of the WWE"
  - "The Legend Killer"
  - "Mr. Money in the Bank"
  - "The Viper"
  - "Mr. RKO"
  - "The Mayor of Viper Ville"

- Entrance themes
  - "Blasting" by Jim Johnston (April 25, 2002-February 3, 2003)
  - "Evolve" by Jim Johnston (10 February 2003-16 June 2003)
  - "Line in the Sand" by Motörhead (14 July 2003-23 August 2004; 14 April 2014 - 2 June 2014; used as a member of Evolution)
  - "Burn in my Light" by Mercy Drive (August 30, 2004-May 5, 2008)
  - "This Fire Burns" by Killswitch Engage (SmackDown!; March 3, 2006)
  - "Metalingus and Burn in My Light" by Jim Johnston (2 October 2006-29 April 2007; used as a member of the Rated-RKO)
  - "Voices" by Rev Theory (May 12, 2008-present)
  - "Live in Fear" (with Burn in My Light & Voices as intro) by Mark Crozer (8 November 2016-28 February 2017; used as a member of the Wyatt Family)

## 신체 사항
- 키: 194cm
- 몸무게: 102kg

## 수상
- 레슬러 오브 더 이열 (2009)
- OVW 하드코어 챔피언 (2회)
- 퓨드 오브 더 이열 (2009) vs 트리플 에이치
- 모스트 헤이터드 레슬러 오브 더 이열 (2007, 2009)
- 모스트 임푸르드 레슬러 오브 더 이열 (2004)
- 모스트 파펼러 레슬러 오브 더 이열 (2010)
- 루키드 오브 더 이열 (2011)
- 레슬러 오브 더 이열 (2009, 2010)
- 랭크드 넘버 1 오브 더 탑 500 싱글즈 레슬링 인 더 PWI 500 인 2008
- WWE 챔피언 (10회)
- WWE 월드 헤비웨이트 챔피언 (구 버전) (4회)
- WWE 인터콘티넨탈 챔피언 (1회)
- WWE 월드 태그팀 챔피언 (구 버전) (1회) - 에지
- WWE RAW 태그팀 챔피언 (2회) - 리들
- WWE 스맥다운 태그팀 챔피언 (1회) - 브레이 와이어트 앤드 루크 하퍼
- WWE 유나이티드 스테이츠 챔피언 (1회)
- WWE 로얄 럼블 (2009, 2017)
- WWE 머니 인 더 뱅크 (2013)
- 세븐틴쓰 트리플 크라운 챔피언
- 텐쓰 그랜드 슬램 챔피언 (언더 커런트 포어맷 에이틴쓰 오버롤)
- 슬리미 어워즈 포어 해쉬태그 오브 더 이열 (2014) - 알케이오우터 노우웨어
- WWE 이어 엔드 어워즈 포어 샤킹 모먼트 오브 더 이열 (2018) 테링 제프 하디즈 이어
- 모스트 임푸르드 (2004)
- 모스트 디스거스팅 프러모우셔널 택틱 (2006) 엑스플로이팅 더 데쓰 어브 에디 게레로 에디즈 다운 티에이치아아리 인 헬 프로모
- 모스트 오버레이티드 (2013)
- 워스트 퓨드 오브 더 이열 (2013) - 애즈 멤버 어브 디 어쏘러티 비에스 빅 쇼
- 워스트 퓨드 오브 더 이열 (2017) vs 브레이 와이어트
- 워스트 워크드 매치 오브 더 이열 (2017) vs 브레이 와이어트 엑트 레슬매니아 33 2017년 4월 2일